# 帶鏈甲
帶鏈甲（英語：Banded mail）有三種形式，第一種是結合了羅馬片板甲與板鏈甲的複合式盔甲；第二種是由條帶組成的鎧甲；第三種是由革帶補強的鏈甲。
帶鏈甲的歷史是有爭議的。雖然被確定過存在於十九世紀，但後來的書籍宣稱帶鏈甲的產生是因為對中世紀藝術手法的誤解。